# Gries am Brenner
Gries am Brenner je obec v Rakousku ve spolkové zemi Tyrolsko v okrese Innsbruck-venkov. Nachází se přibližně 31 km jižně od Innsbrucku a jen 5 km severně od italských hranic. Žije zde přibližně 1 300 obyvatel. K 1. lednu 2011 zde žilo 1255 obyvatel. 
Pochází odsud slavný rakouský herec Tobias Moretti, nejvíce známý jako komisař Richard Moser z detektivního seriálu Komisař Rex.

## Poloha
Pohraniční obec leží na hranici Tyrolska s Itálií na sever od Brenerském průsmyku v údolí Wipptal, kterým protéká řeka Sill.
Nejnižší bod obce se nachází na severu na řece Sill 1120 m n, m. Nejvyšší hory se nacházejí v Zillertalských Alpách na hranici s Itálií, kde se tyčí hora Kreuzjoch (2242 m n. m.), Wolfendorn (2774 m n. m.) a Kraxentrager (2999 m n. m.).
Obec má rozlohu 55,58 km². Z toho 10 % tvoří zemědělská půda, 24 % vysokohorské pastviny, 44 % lesy a 20 % vysokohorský terén.

### Části obce
- Planken
- Untergries
- Obergries
- Ritten
- Lueg
- Brennersee
- Venn
- Brenner (průsmyk)
- Neder
- Plattl
- Hölden
- Vinaders
- Au
- Gasse
- Egg
- Nößlach

### Sousední obce
Obec sousedí
| Trins                | Steinach am Brenner |         |
| Obernberg am Brenner |                     | Vals    |
|                      | Brenner             | Pfitsch |

## Historie
Gries byl důležitou komunikací už v době římské říše. Nejstarší osady Nößlach a Vinaders byly pravděpodobně založeny v předřímské době osadníky, kteří využívali cestu přes Brennerský průsmyk.
První písemná zmínka o obci Griez je z roku 1305. Název pochází ze středohornoněmčiny a znamená „písčitá pobřežní krajina". Ve středověku byl také běžný pomístní název niederer Berg, který odkazoval na Obernberg am Brenner. 
Obcí procházeli obchodníci, cestovatelé a poutníci. Mezi osobnosti, které prošly obcí, vzpomeňme Karla Velikého, Albrechta Dürera, Johanna Wolfganga von Goetha a Wolfganga Amadea Mozarta.
Odkloněním dopravy mimo obec se stala klidnou rekreační oblastí.

## Doprava
Územím vedou dvě důležité alpské komunikační trasy železnice (Brennerbahn) a silnice A13 (Brennerautobahn).
V roce 1772 byla přes obec a Brennerský průsmyk postavena zpevněná silnice B 182. V roce 1867 byla postavena železniční trať Brennerbahn. V roce 1974 byla postavena dálnice A 13 Innsbruck–Bolzano.

## Znak
Blason: Ve zlatém štítě tři černé, třístínkové, přiléhající věže, dvě v horní, jedna uprostřed dolní poloviny štítu.
Znak byl obci udělený v roce 1973. Symbolizuje tři věže opevnění na řece Lueg s pevnostmi Schloßögg a Morhäusl, které byly důležité pro zabezpečení brennerské silnice, a znázorňuje tak důležitou roli brennerské dopravy pro Gries. Zároveň tato tři čísla připomínají Grieser Riegate Nößlach, Ritten a Niederer Riegat (Vinaders), které byly v roce 1811 sloučeny do obce Gries.